# Venceslao Borzani
Venceslao Borzani (Ferrara, 10 ottobre 1873 – Genova, 30 novembre 1926) è stato un architetto italiano.

## Biografia
Nato a Ferrara nel 1873, si stabilì presto a Milano dove, nell'ottobre del 1895, dopo essersi distinto con una medaglia d'argento conseguita alla fine del quarto anno di corso della scuola speciale di architettura tenuta da Camillo Boito, si diplomò professore di disegno architettonico all'Accademia di belle arti di Brera.
Nel 1896 prese servizio in qualità di "capo studio" nell'Ufficio restauri della cattedrale di Genova affiancando l'architetto Marco Aurelio Crotta, direttore dei restauri, nell'ambito dei numerosi lavori di rilievo e di intervento sulle strutture di San Lorenzo alla fine del secolo. Presso l'Ufficio restauri Borzani rimase fino al 1900 elaborando una serie di disegni molto apprezzabili sotto il profilo tecnico e spesso erroneamente attribuiti alla mano di Crotta. Il suo impegno nell'ambito della tutela e del restauro dei monumenti civici trovò una naturale conclusione nella nomina nella Commissione di belle arti e storia, sezione monumenti, a partire dal 19 agosto 1907.
Parallelamente a questi interessi svolse costantemente la professione di architetto e progettista per l'edilizia privata residenziale e pubblica, attività che gli valse due riconoscimenti: la nomina a membro della Commissione edilizia del comune di Genova dal 1909 e quella di accademico di merito per la classe di architettura dell'Accademia ligustica di belle arti nel 1920.
Nel 1910 venne bandito il concorso per il padiglione ligure che avrebbe dovuto figurare nella Mostra etnografica delle regioni, parte dell'esposizione nazionale per il cinquantenario dell'Unità d'Italia da celebrarsi in piazza d'Armi a Roma nel 1911. Con il motto "Ergo sum ego sum" Borzani risultò vincitore dopo una gara di secondo grado disputata con i colleghi Canessa e Coppedè. A seguito della sua partecipazione all'esposizione romana gli venne conferito nel 1912 il titolo di ufficiale della Corona d'Italia. Sempre nel 1910 Borzani partecipò al concorso per il monumento ai Mille bandito dal comune di Genova di cui rimane precisa testimonianza nella sua pubblicazione che accompagnò il progetto Relazione per un monumento commemorante la partenza dei Mille da Quarto, datata aprile 1910.
La produzione di Borzani è ampia e varia. Numerosi sono i palazzi da appartamenti per la borghesia realizzati a Genova, si ricordano: il caseggiato per Edoardo Gambaro in via Pagano Doria, il palazzo della Vittoria, il Cinema Excelsior a Sampierdarena. Molteplici le residenze di villeggiatura, nelle quali si ritrova un variegato repertorio di eclettismo europeo; si ricordano: i villini in Creto (1905-08), nella Riviera Ligure, quelli nell'Ovadese, improntati al neogoticismo degli chalets d'oltralpe con citazioni olbrichiane, quelli «medioevali» quali il castello Monleone per la marchesa De Fornari di Moneglia (1909-10) ed il Torrione Gobba a Tortona (1903-1905). Anche la produzione cimiteriale è consistente: vale la pena di ricordare il mausoleo Roverano e il monumento Cravero, entrambi nel cimitero di Staglieno, i progetti per il cimitero di Sestri Ponente. Nel 1923 si occupò anche del rifacimento dei prospetti del palazzo Municipale di Ferrara.
Venceslao Borzani morì a Genova nel 1926.